# ISS-Expeditie 31

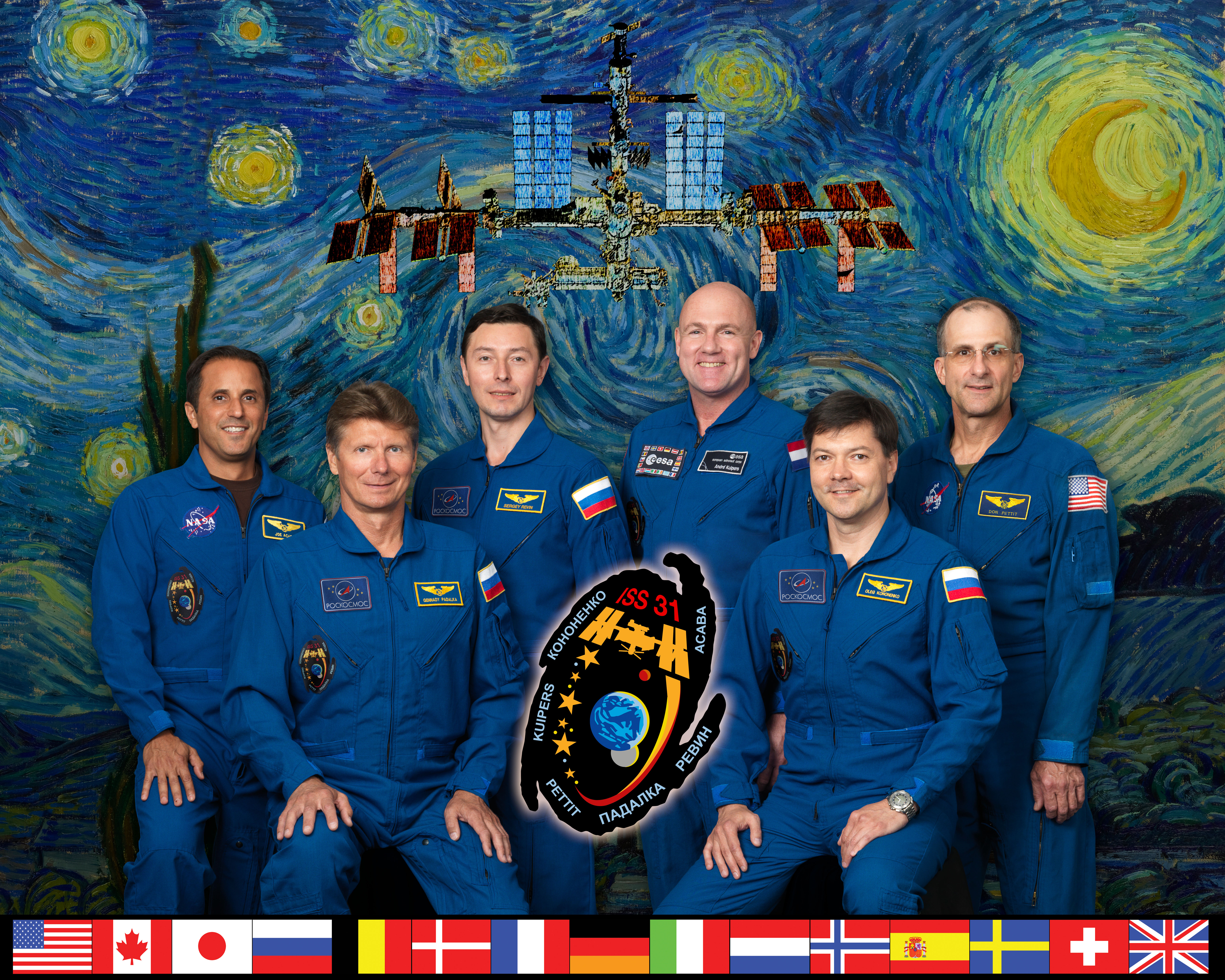
Crew van missie 31. v.l.n.r. Joe Acaba, Gennady Padalka, Sergei Revin, Andre Kuipers, Oleg Kononenko en Donald Pettit.

ISS-Expeditie 31 was de eenendertigste missie naar het Internationaal ruimtestation ISS, die gepland stond voor maart 2012.
Het was de zevende missie met zes bemanningsleden. De commandant van deze missie was Oleg Kononenko van Roskosmos. Ook de Nederlander André Kuipers nam deel aan deze missie.
Omdat er zes bemanningsleden naar het ISS vertrokken werden er twee Sojoezraketten gelanceerd, elke Sojoez kan namelijk maar drie bemanningsleden vervoeren.

## Bemanning
| Positie                                  | Eerste deel (april 2012)                   | Tweede deel (mei 2012 - juli 2012)         |
| ---------------------------------------- | ------------------------------------------ | ------------------------------------------ |
| Bevelhebber                              | Oleg Kononenko, Roskosmos 2de ruimtevlucht | Oleg Kononenko, Roskosmos 2de ruimtevlucht |
| Flight Engineer 1 & Medical Crew Officer | André Kuipers, ESA 2de ruimtevlucht        | André Kuipers, ESA 2de ruimtevlucht        |
| Flight Engineer 2                        | Don Pettit, NASA 3e ruimtevlucht           | Don Pettit, NASA 3e ruimtevlucht           |
| Flight Engineer 3                        |                                            | Joseph M. Acaba, NASA 2e ruimtevlucht      |
| Flight Engineer 4                        |                                            | Gennady Padalka, RSA 4e ruimtevlucht       |
| Flight Engineer 5                        |                                            | Sergej Revin, RSA 1e ruimtevlucht          |